# Oued Taria
Oued Taria è un comune dell'Algeria, situato nella provincia di Mascara.